# Elaphoglossum paleaceum
Elaphoglossum paleaceum är en träjonväxtart som först beskrevs av William Jackson Hooker och Grev., och fick sitt nu gällande namn av Sledge. Elaphoglossum paleaceum ingår i släktet Elaphoglossum och familjen Dryopteridaceae. Inga underarter finns listade.

## Bildgalleri

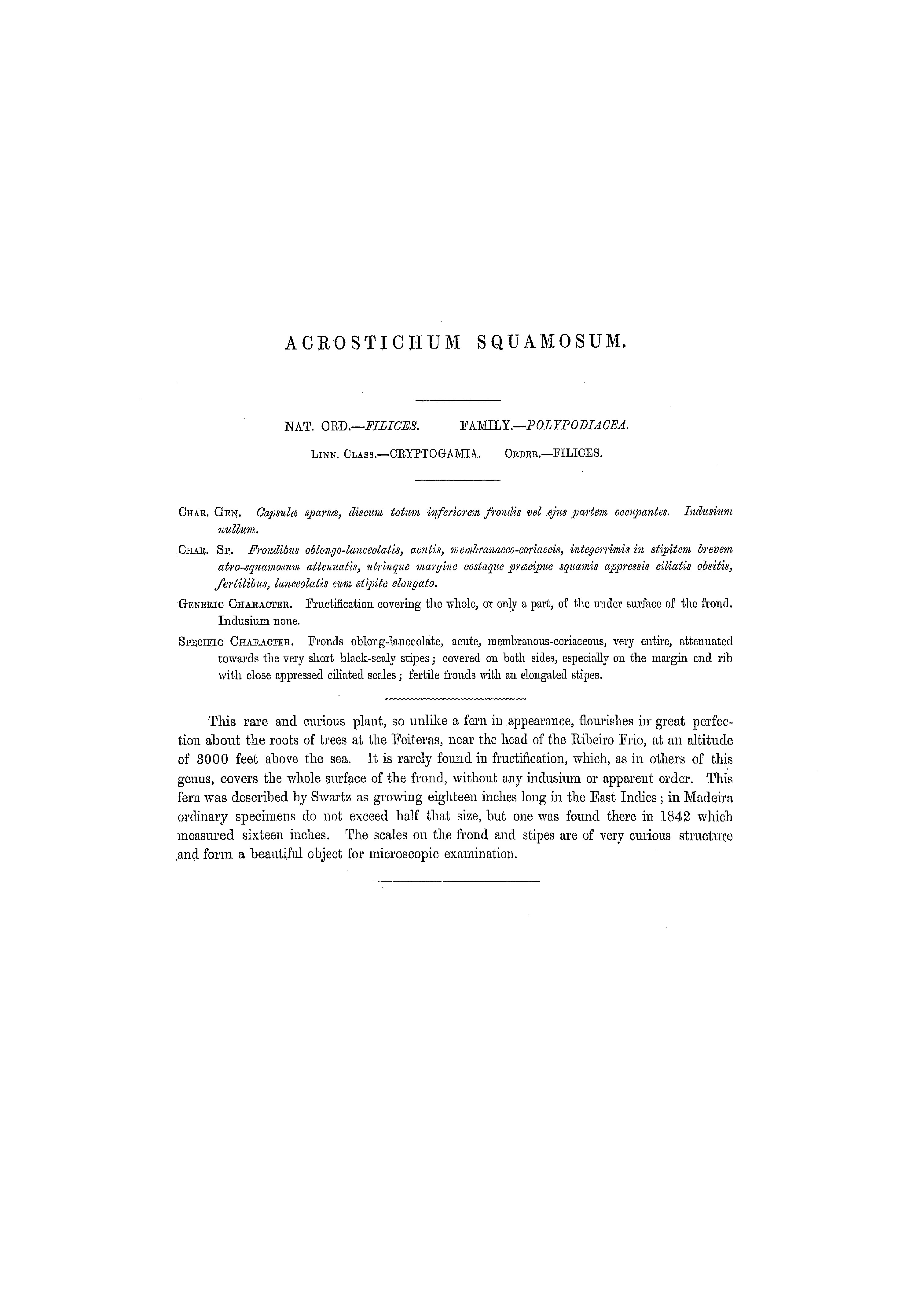
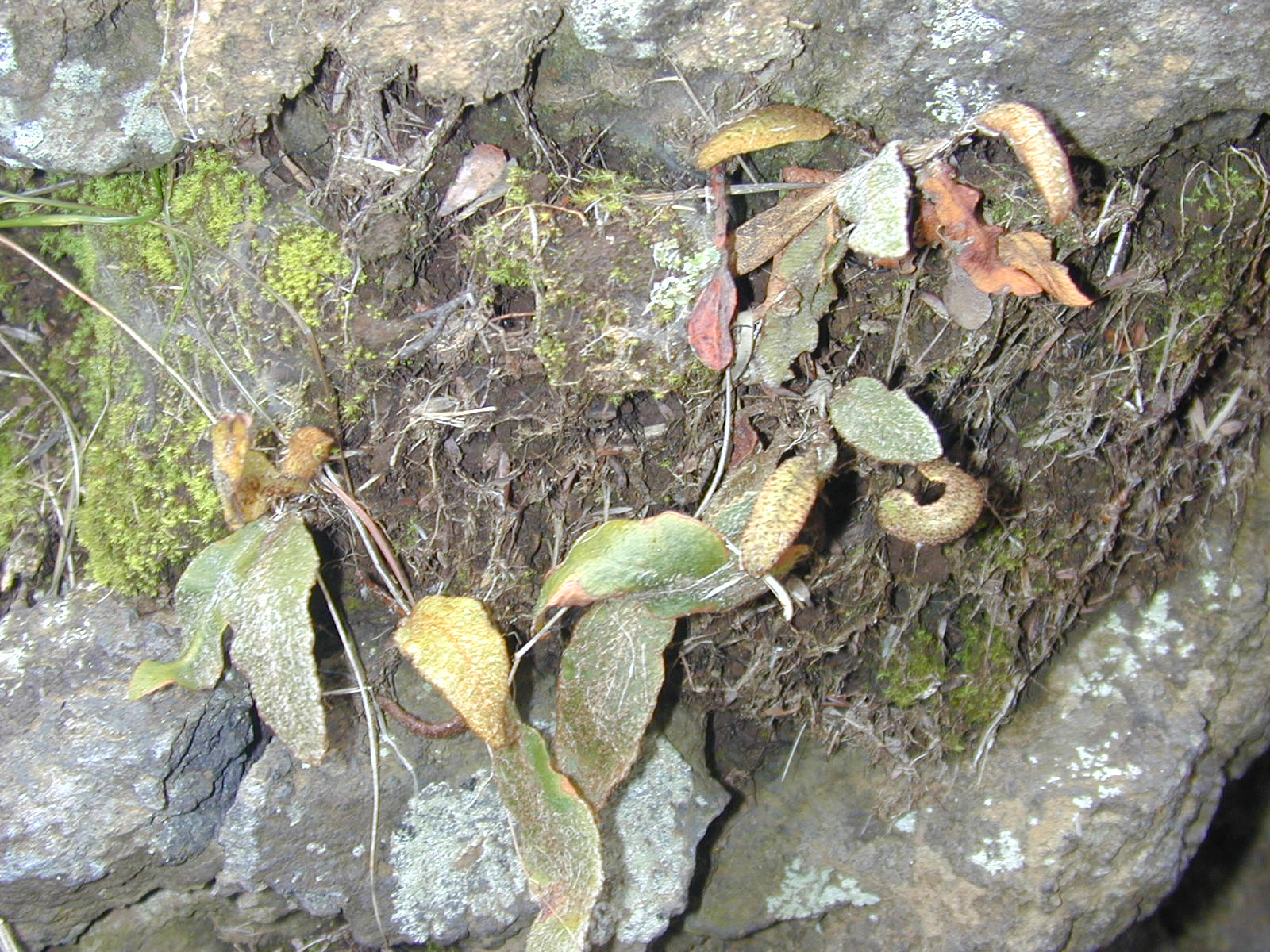
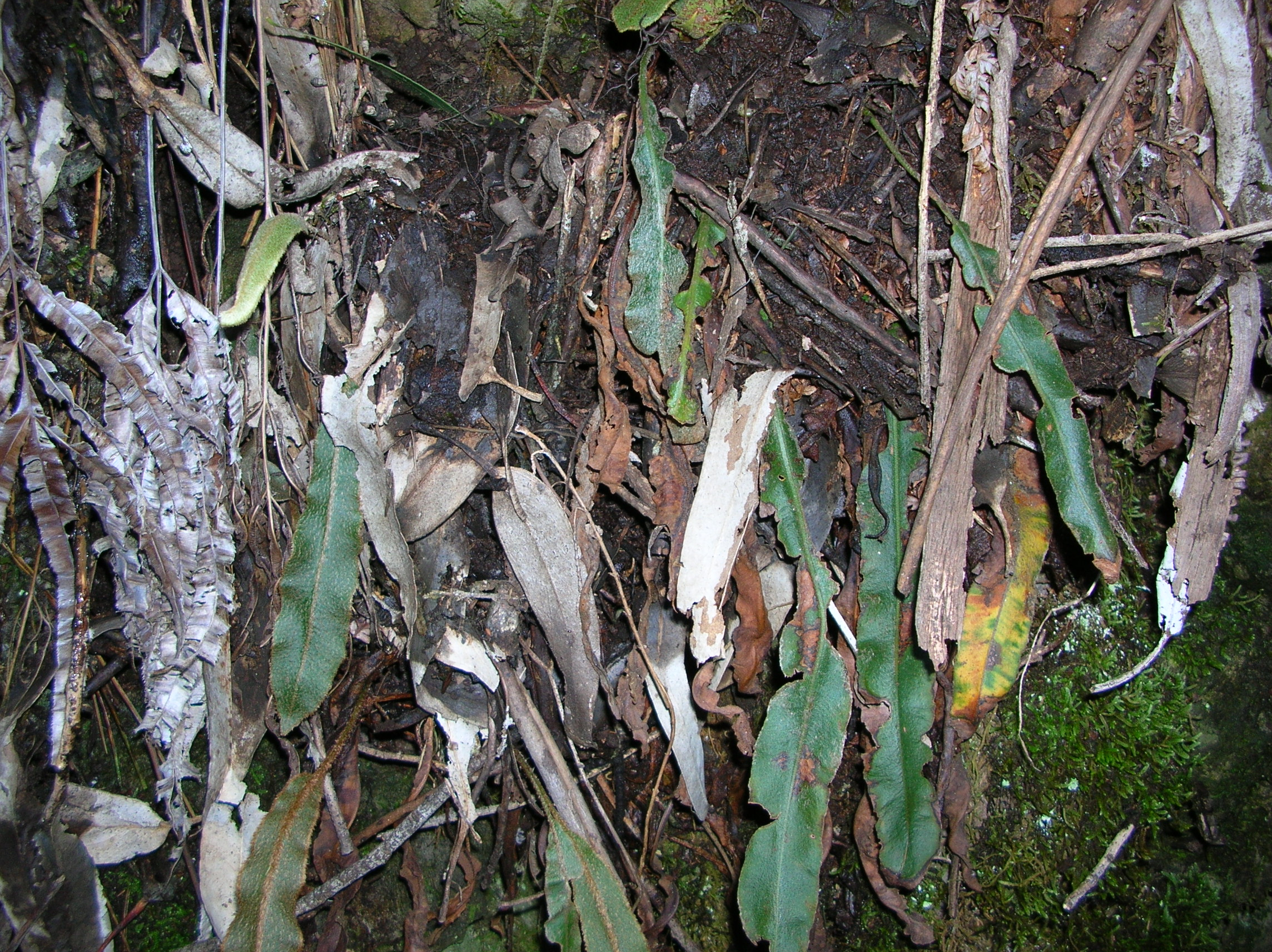
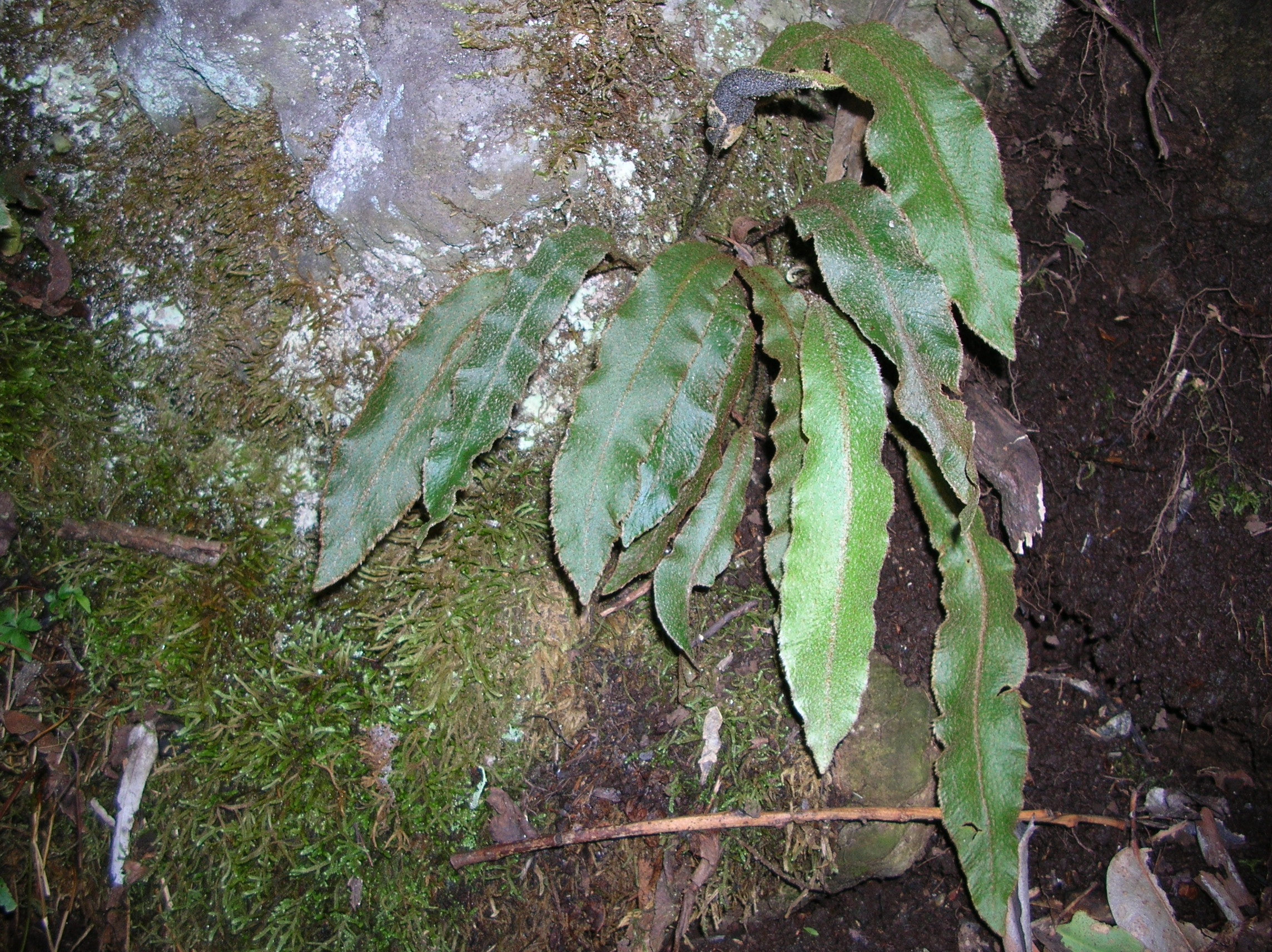